# Puszno Godowskie
Puszno Godowskie – wieś w Polsce położona w województwie lubelskim, w powiecie opolskim, w gminie Opole Lubelskie.
W latach 1975–1998 miejscowość administracyjnie należała do ówczesnego województwa lubelskiego.
Wieś stanowi sołectwo w gminie Opole Lubelskie. Według Narodowego Spisu Powszechnego z roku 2011 wieś liczyła 316 mieszkańców.
W Pusznie Godowskim znajduje się stadion piłkarski, na którym swoje mecze rozgrywa drużyna LKS Czarni Puszno Godowskie – amatorska drużyna sportowa występująca w rozgrywkach B-klasy w grupie lubelskiej.